# Edmund Pytts (MP)
Edmund Pytts (1696 - 24 de novembro de 1753) foi um político conservador britânico, MP por Worcestershire de 1741 a 1753.
Pytts era filho de Samuel Pytts (MP) e Frances Sandys, filha de Samuel Sandys (MP). Ele matriculou-se no Balliol College, Oxford em 1713, aos 16 anos. Ele foi eleito MP por Worcestershire em 1741 e reeleito sem oposição em 1747. Conservador, ele votou contra o governo em todos os votos registados.

## Vida pessoal
Em 24 de janeiro de 1727, Pytts casou-se com Susanna, filha de Jonathan Collet. Ela morreu em 2 de abril de 1742. Eles tiveram quatro filhos e quatro filhas, incluindo Edmund Pytts (MP). Em 12 de dezembro de 1752, ele casou-se com Anne, filha de Sir Streynsham Master e viúva de Gilbert Coventry, 4º conde de Coventry.

## Morte
Ele morreu em 24 de novembro de 1753.